# Référendum d'initiative citoyenne
Ne doit pas être confondu avec Initiative citoyenne, Initiative citoyenne européenne, Référendum d'initiative partagée ou Revue d'initiative citoyenne.
Pour un article plus général, voir Initiative populaire.

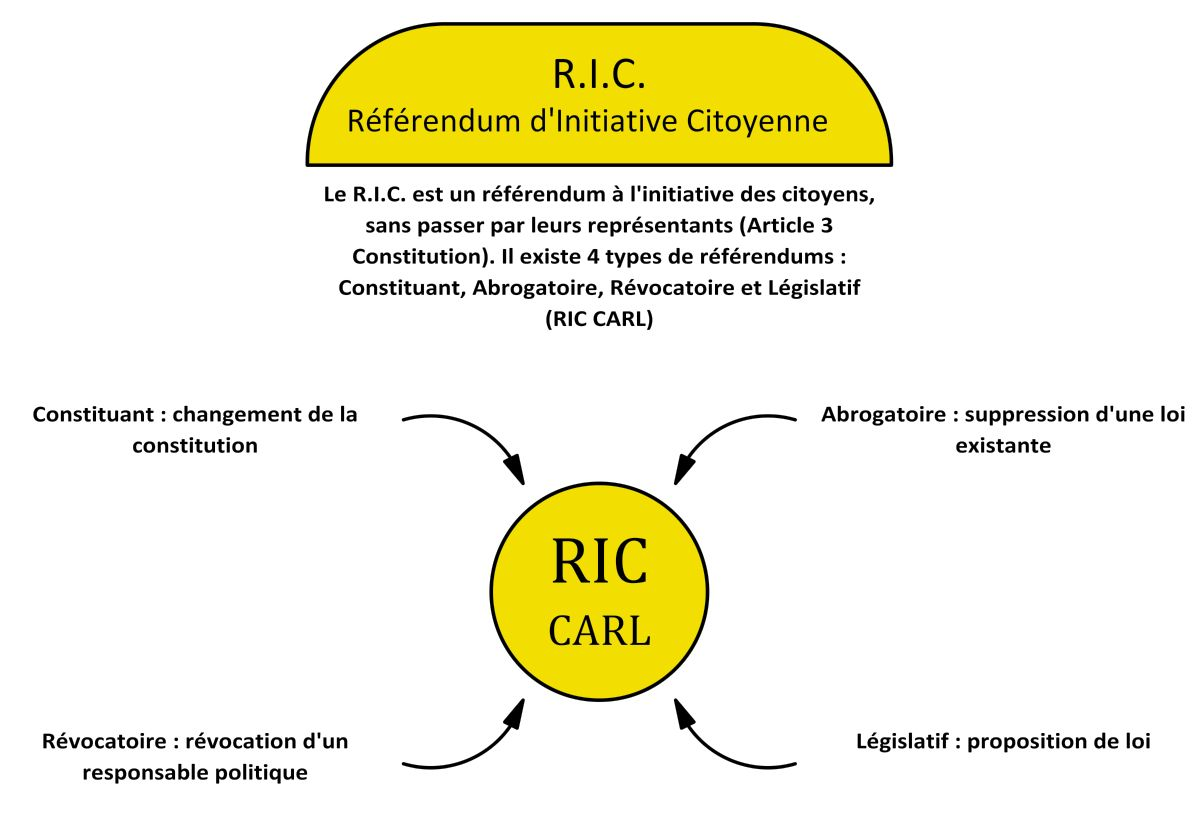
Proposition de référendum d'initiative citoyenne relayée en 2018 par giletsjaunes-coordination.fr,.

Le référendum d'initiative citoyenne (RIC), ou référendum d'initiative populaire (RIP), est une proposition de dispositif d'initiative populaire en France, dont l'instauration est la revendication principale du mouvement des Gilets jaunes. S'inscrivant dans une lignée de propositions remontant à la Révolution française, ce type de dispositif est proposé depuis plusieurs décennies par différents bords de l'échiquier politique.
Le processus proposé est un dispositif de démocratie directe qui permet à des citoyens réunissant un nombre de signatures fixé par la loi de saisir la population par référendum sans que soit nécessaire l'accord du Parlement ou du président de la République. Les Gilets jaunes souhaitent quatre modalités pour le RIC : pour voter une proposition de loi (référendum législatif) ; pour abroger une loi votée par le Parlement ou un traité (référendum abrogatoire ou facultatif) ; pour modifier la Constitution (référendum constitutionnel) ; et pour révoquer un élu (référendum révocatoire).
Plusieurs de ces types de référendums sont en vigueur au niveau national dans une quarantaine de pays et utilisés en particulier en Suisse, en Italie, en Slovénie et en Uruguay, ainsi qu'au niveau infranational dans certains pays comme les États-Unis ou l'Allemagne.
Cette revendication entraîne un débat médiatique et politique. Plusieurs enquêtes d'opinion menées depuis 2018 montrent que les Français sont très majoritairement favorables au RIC. En avril 2019, le président de la République Emmanuel Macron annonce sa décision de ne pas l'instaurer et de privilégier un assouplissement du référendum d'initiative partagée dans le cadre de la révision constitutionnelle alors en cours et que ne sera pas mené à terme.

## Historique en France

### Genèse
En 1791, le comité de députés chargé de rédiger une nouvelle Constitution, mené par Nicolas de Condorcet, intègre dans le projet de constitution girondine un droit d'initiative populaire législatif et constitutionnel sous le titre de « censure du peuple sur les Actes de la Représentation Nationale, et du Droit de Pétition » : celui-ci prévoit que la proposition d'un citoyen soit « soumise à une assemblée primaire » (locale), à condition « que cinquante autres citoyens signent avec lui »,. La délibération peut ensuite remonter jusqu'au parlement et conduire à un référendum national. Condorcet considère que « donner à chaque individu la possibilité d'intervenir dans la fabrique des lois est un instrument clef de leur perfectionnement. L'État social qu'il appelle de ses vœux doit se fonder sur ce qu'il qualifie de « censure [de la part] du peuple » et qui n'est autre qu'une forme de RIC en toutes matières. Le mécanisme qu'il propose est toutefois assez complexe. À noter que Condorcet avait également une nette préférence pour l'usage du RIC en matière constitutionnelle, seul moyen de s'assurer que les citoyens soucieux de conserver leurs droits aient les moyens de s'opposer à leur destruction ». Condorcet est ainsi parfois présenté comme le « précurseur » ou le « père » du RIC,.
Sous l’influence des idées de Condorcet, la Constitution de 1793 prévoit qu'après le vote des lois par l’Assemblée nationale, celles-ci peuvent être soumises à référendum si, dans les quarante jours, dans la moitié des départements plus un, le dixième des assemblées primaires fait des objections. Cette constitution prévoit « un référendum constitutionnel obligatoire, une sorte de référendum abrogatif sur les lois et les impôts, une sorte de RIC en matière constitutionnelle. L'accès à ces droits est toutefois limité par des procédures plutôt contraignantes ». L'initiative populaire est l'une des rares idées du projet de constitution girondine à survivre dans cette constitution dite « montagnarde ». Si elles n'ont jamais été appliquées, cette constitution et ses dispositions « seront en revanche souvent brandies par les partisans de la « législation directe » au XIXe siècle ». Le journaliste Guillaume Malaurie estime que le RIC révocatoire prôné par les Gilets jaunes renvoie au mandat impératif institué par la Commune de Paris (1871), rappelant les termes de la Garde nationale avant les élections municipales de mars : « Les membres de l'assemblée municipale, sans cesse contrôlés, surveillés, discutés par l'opinion, sont révocables, comptables et responsables ».
Des constitutionnalistes proposent régulièrement cette mesure au début du XXe siècle, pour atténuer le pouvoir du parlement. En 1931, Raymond Carré de Malberg propose que « concurremment avec le Parlement, le corps des citoyens soit admis à exercer le pouvoir législatif, en toute sa plénitude, par la voie de l’initiative populaire. Et d’autre part, les décisions des Chambres ne posséderaient plus le caractère et la force de décisions souveraines ; elles n’acquerraient leur vertu définitive qu’à la condition d’avoir été ratifiées, expressément ou tacitement, par une votation populaire ou par l’absence de demande de référendum ». Le philosophe Emmanuel Mounier est l'un des premiers à théoriser, en France, l’usage d’un référendum d’initiative populaire, dans son Manifeste au service du personnalisme (Esprit, octobre 1936).

### Propositions au sein du personnel politique et militant
L'universitaire Marion Paoletti souligne qu'« en France, le référendum est une procédure démocratique qui suscite la méfiance, dans le monde académique comme dans celui des élu.es, plus encore lorsque c’est le peuple qui en a l’initiative ». Le politologue Christophe Premat indique : « Traditionnellement, le référendum d’initiative citoyenne a d’abord été une demande de partis politiques non établis dans le jeu représentatif, que ce soit des partis d’extrême droite, d’extrême gauche ou des forces écologistes qui en ont fait un thème constant de leurs campagnes électorales et de leur réflexion idéologique. Si le Parti socialiste en a beaucoup parlé avant ses conquêtes électorales de 1977, le thème y a été progressivement marginalisé. Comme si la conquête du pouvoir impliquait d’écarter un instrument qui viendrait contrarier la mise en œuvre d’un programme politique ». Selon le journaliste Laurent de Boissieu, c’est « la gauche autogestionnaire et écologiste qui semble avoir relevé l’idée dans les années soixante-dix, notamment afin de soulever directement la question du nucléaire ».
Lors de l’élection présidentielle de 1981, la mesure figure dans les professions de foi d'Huguette Bouchardeau (PSU, « possibilité de provoquer un référendum sur pétition de 100 000 citoyens ») et de Brice Lalonde (Aujourd’hui l’écologie, « réforme constitutionnelle instituant des référendums d’initiative populaire au niveau local, régional, national »). Entre les deux tours, François Mitterrand promet de mettre en œuvre la mesure. Brice Lalonde estime ainsi qu’« en élisant François Mitterrand, les Français ont nettement choisi de limiter le programme nucléaire et de transformer la vie politique française grâce au référendum d’initiative populaire et à l’établissement du scrutin proportionnel ».
Dans les années 1980, deux propositions de loi visant à instituer le référendum d'initiative populaire sont déposées par des parlementaires du RPR : par le sénateur Charles Pasqua le 22 juin 1983, et par le député Yvan Blot le 11 juin 1987. Après l'abolition de la peine de mort, Alain Peyrefitte propose en 1983 d'introduire le référendum d'initiative populaire dans la Constitution. Dans son ouvrage Deux Français sur trois (1984), Valéry Giscard d'Estaing défend le référendum d'initiative populaire permettant d'abroger une loi. Selon le sociologue Philippe Lamy, le RIC est théorisé à partir de décembre 1986 par le Club de l’horloge. La mesure figure dans tous les programmes du Front national depuis que Jean-Marie Le Pen en a fait l'objet d'une proposition de loi en 1987,. En 1988, François Mitterrand déclare, dans sa Lettre à tous les Français : « Il serait bon d’avancer nos réflexions sur l’éventualité du référendum d’initiative populaire. D’un maniement plus délicat dans un pays de la taille de la France que dans un canton suisse, cette réforme répondrait à une aspiration réelle ». Michel Rocard l'inclut dans son programme présidentiel en 1995, en proposant que le seuil de signatures se situe entre 800 000 et 1 million d'électeurs. Arnaud Montebourg la défend pour proposer ou abroger des lois. En 2016, le programme de La France insoumise propose d'« instaurer le référendum d'initiative citoyenne et le droit des citoyens de proposer une loi » comportant notamment la possibilité de « créer un droit de révoquer un élu en cours de mandat, par référendum, sur demande d'une partie du corps électoral ». Lors de la campagne présidentielle de 2017, plusieurs candidats proposent le RIC ou une mesure proche (Jean-Luc Mélenchon, Jean Lassalle, Nicolas Dupont-Aignan, Marine Le Pen, François Asselineau). La mesure est aussi défendue depuis les années 1990 par Yvan Bachaud — un dentiste retraité qui invente l’acronyme « RIC » et présente sans succès des candidats à de nombreux scrutins — puis reprise par Étienne Chouard dans les années 2000,,.
En 2016, la municipalité de Grenoble instaure un « dispositif d’interpellation et de votation d’initiative citoyenne », qui prévoit qu’en recueillant 2 000 signatures, des Grenoblois de plus de 16 ans peuvent contraindre le conseil municipal à débattre d’une proposition donnée et, si elle est rejetée, à la soumettre au vote des administrés, un minimum de 20 000 votes favorables étant nécessaire pour contraindre la municipalité à mettre en œuvre la proposition,,. En 2017, des collectifs militants opposés à la fermeture de certaines bibliothèques, décidée dans un contexte de réduction des dotations de l’État, voient leur votation refusée par le conseil municipal qui estime que des « efforts substantiels » ont déjà été fournis en réponse à la contestation,. Une première votation a lieu sur les tarifs du stationnement. Attaqué par la préfecture devant le tribunal administratif, le dispositif est invalidé en mai 2018, la juridiction estimant que les élus ne peuvent pas se dessaisir de leurs compétences,. Guillaume Gourgues et Julien O'Miel, maîtres de conférences en science politique, considèrent que « l’expérience, pourtant stimulante et prometteuse, se heurte au bricolage de la ville et à la rigidité de l’État, chacun se renvoyant désormais la responsabilité de sa liquidation ». À l'automne 2019, le maire Éric Piolle refuse d'organiser un scrutin ayant pour objet la démolition prévue de logements sociaux, qu'un collectif souhaite mettre en place, et organise finalement de lui-même avec le soutien des Gilets jaunes et de l'association Droit au logement Isère : ce RIC recueille un taux de participation (23 %) comparable à celui des élections européennes dans le quartier (22 %), et un vote à 70 % contre les démolitions.

### Formes limitées : l'initiative partagée et les consultations d'initiative locale

#### Initiative partagée
Le référendum d'initiative partagée est inscrit dans l'article 11 de la Constitution de la Cinquième République française en 2008. Celui-ci est cependant critiqué pour la complexité de sa mise en œuvre, qui nécessite, dans un premier temps, une proposition de loi formulée par un cinquième des membres du Parlement et, ensuite, le soutien d'un dixième des électeurs inscrits sur les listes électorales. Surtout, il ne permet par conséquent pas aux seuls citoyens de déclencher l'organisation d'un référendum, à la différence de la proposition de RIC. Depuis 2008, ces dispositions n'ont jamais abouti à un référendum.
En juillet 2018, lors de l'examen du projet de révision constitutionnelle, tous les groupes d'opposition au groupe La République en marche à l'Assemblée nationale cherchent, en vain, à rendre plus faciles les référendums d'initiative partagée en abaissant les seuils requis, ou à permettre un référendum d’initiative populaire.

#### Consultations d'initiative locale
L'universitaire Marion Paoletti relève que le droit français permet d'organiser « des consultations à l’initiative des collectivités territoriales ou à l’initiative des électeurs qui en demandent l’organisation aux élu.es », mais avec des seuils de signatures élevés : 20 % des électeurs dans les communes, 10 % dans les départements et régions. En outre, le droit de soutenir une initiative est limité à une signature par an et « une initiative réussie n’aboutit pas en droit forcément à un vote qui, s’il a lieu, n’aboutit pas forcément à une décision conforme ». Enfin, pour ce qui concerne les établissements publics de coopération intercommunale, « seule la consultation a été retenue, à l’initiative de l’ensemble des maires ou de 20 % des électeurs intercommunaux : on ne voit pas, sauf mobilisation locale improbable, les possibilités pour les citoyen.nes d’initier une consultation au niveau où s’exercent pourtant les compétences les plus décisives du bloc communal-intercommunal ». Marion Paoletti relève que « la faiblesse de l’initiative populaire en France est structurelle : sur les 213 votes communaux non-électifs qu’analyse Christophe Premat entre 1995 et 2004, seuls dix d’entre eux provenaient d’une initiative populaire. Parmi ces dix cas, un référendum a été annulé et six rejetés par le Conseil municipal ».

### Revendication du mouvement des Gilets jaunes

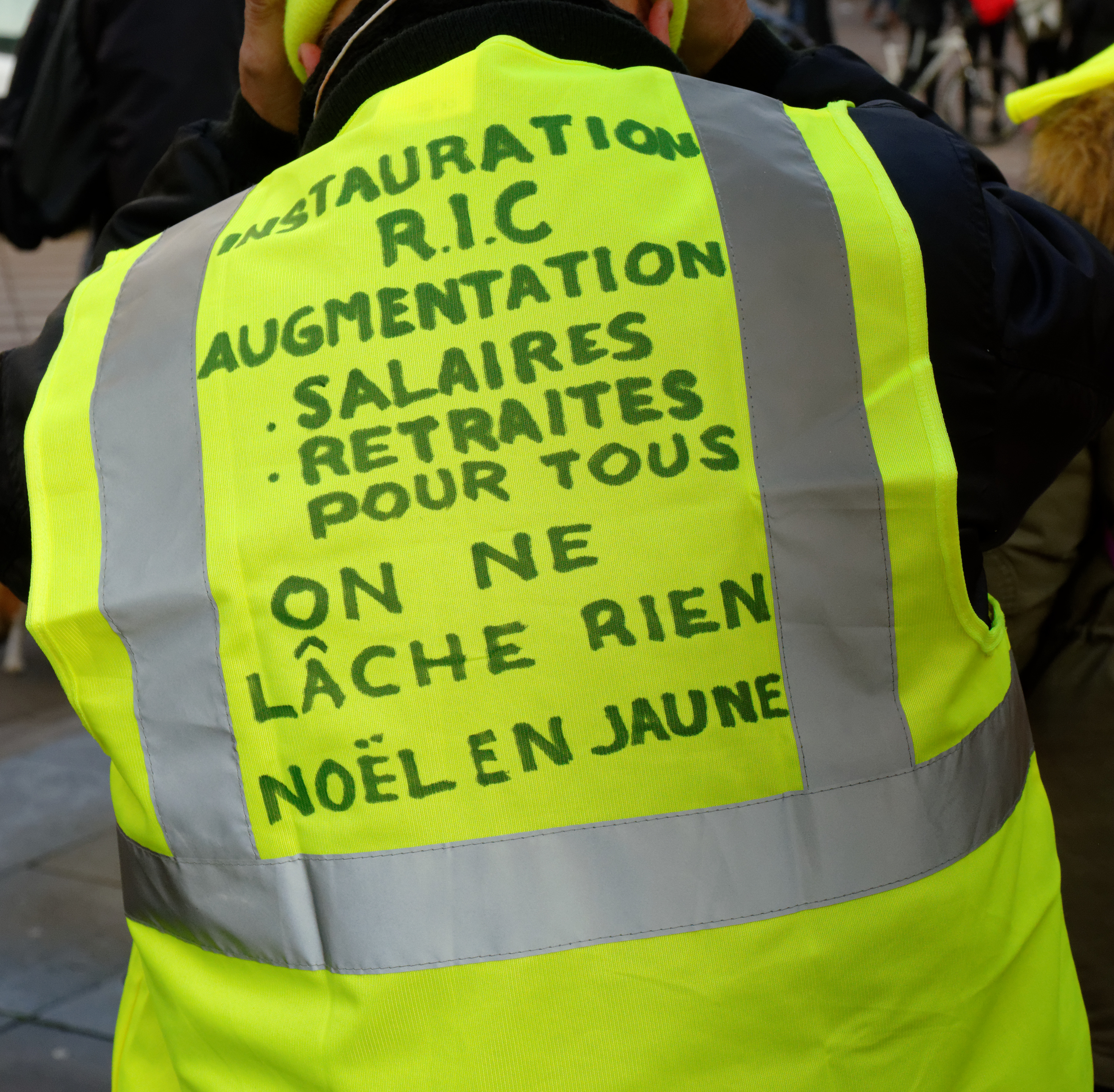
Revendications du RIC inscrite sur un gilet de haute visibilité lors du mouvement des Gilets jaunes (France, décembre 2018).

Le référendum d’initiative citoyenne (RIC) ou populaire (RIP) devient progressivement la principale revendication des Gilets jaunes. En mars 2019, l’analyse de la consultation « le Vrai Débat », lancée par des référents de Gilets jaunes en parallèle du grand débat national, fait ressortir le RIC comme revendication principale du mouvement,,.
Le mot d'ordre se répand sous l'influence conjuguée, d'une part, de militants de la « démocratie réelle », notamment composée du Clic d’Yvan Bachaud, de l’association Article 3 ainsi que d'Étienne Chouard, du mouvement citoyen « gentils virus », et, d'autre part, de Maxime Nicolle, présenté par Vincent Glad comme le Gilet jaune le plus influent sur Facebook. L'historien Sylvain Boulouque indique que la revendication « apparaît timidement aux lendemains de la manifestation du 24 novembre » et devient « quasiment virale à partir du 2 décembre » sur les pages des réseaux sociaux des Gilets jaunes. Selon le journaliste Roman Bornstein, la revendication apparaît le 22 novembre, « mais est en réalité déjà présente dès les premiers jours du mois de novembre ». Alors que la pétition d'Article 3 avait recueilli 6 000 signatures en six ans, elle dépasse le seuil des 200 000 avec le mouvement. Certains groupes de Gilets jaunes organisent eux-mêmes des scrutins en faveur de sa promotion, notamment à Saint-Clair-du-Rhône — présentée comme « la capitale du RIC », — et Saint-Affrique, avec le soutien du maire socialiste Alain Fauconnier,.
Les chercheurs Dimitri Courant et Clara Egger soulignent que le RIC a permis de fédérer les Gilets jaunes, qui exprimaient jusqu'alors des aspirations diverses, et d'éviter « une liste au père Noël infinie », à la différence des membres d'Occupy, des Indignés espagnols ou des Nuit debout français : « Toutes leurs revendications, ils espèrent les faire passer eux-mêmes, puisqu'ils n'ont plus confiance en la classe politique, par la voie du RIC et donc cela fait l'unité à nouveau »,. Selon l'universitaire Guillaume Gourgues, le RIC « ne se présente pas comme une revendication exclusive et autocentrée » au sein du mouvement des Gilets jaunes mais « accompagne en réalité une aspiration de réforme bien plus large [...]. La critique radicale des dérives de la représentation politique, désormais classiques et très présentes dans les rangs des Gilets Jaunes, trouve une issue dans la proposition du Ric, qui consiste moins à revendiquer une démocratie directe qu’à (ré)affirmer la souveraineté populaire comme pilier des institutions représentatives et ouvrir un imaginaire social et politique élargi ».
Pour Bertrand Mathieu, Dominique Rousseau ou Yves Sintomer, la revendication est la manifestation d'une crise de la démocratie représentative observée en France et ailleurs en Europe,,. La politologue Laurence Morel rappelle que les sondages montrent « depuis de nombreuses années une insatisfaction généralisée et croissante des Français à l’égard du fonctionnement de leur système politique et une volonté nette d’avoir plus d’influence sur les décisions politiques ». Dominique Chagnollaud de Sabouret estime que la revendication du RIC s'explique par le fait que depuis l'instauration du quinquennat, « le pouvoir exécutif n’est [...] plus en mesure de ressourcer sa légitimité ou tout simplement de constater si son projet de gouvernement bénéficie d’un soutien populaire, sinon par les sondages ». Selon Gérard Grunberg, la « suspicion » des Gilets jaunes à l'égard des représentants « a été entretenue du fait des changements fréquents de Constitution et des multiples renversements de régime intervenus depuis 1789 qui ont empêché les Français de développer un véritable attachement à leurs institutions et de considérer que le gouvernement en place était le leur, allant souvent même jusqu’à le considérer comme leur ennemi ».

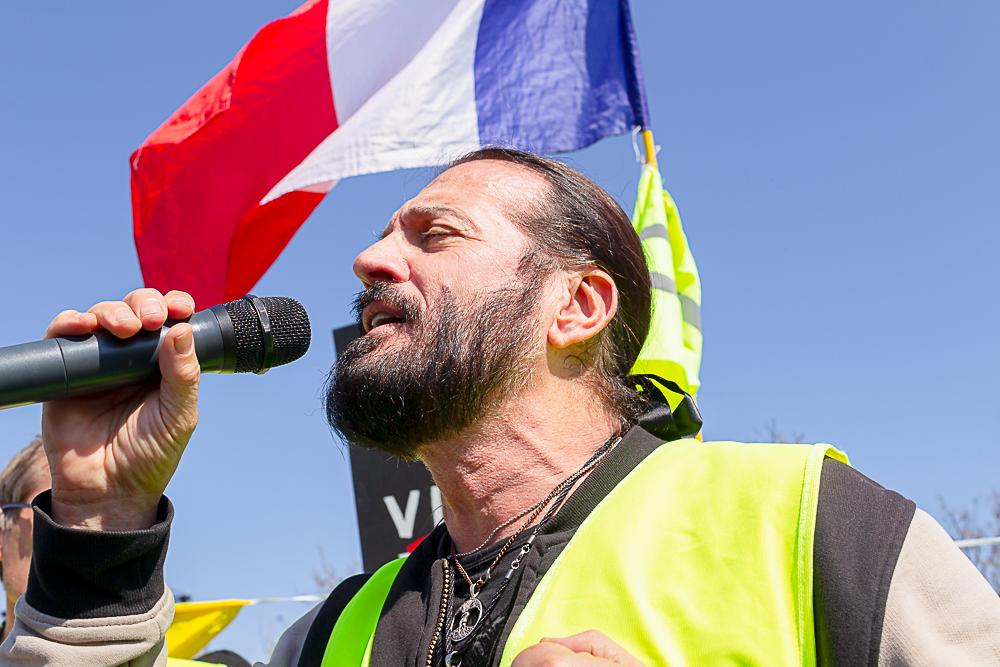
Francis Lalanne en mars 2019, lors d'une manifestation de Gilets jaunes.

Le Mouvement pour l'initiative citoyenne, créé en 2006, présente une liste aux élections européennes de 2019 après s'être déjà présenté lors des élections européennes de 2009 (0,01 % des voix). Composée de candidats tirés au sort, elle prône l'instauration du RIC « en toutes matières au niveau national et européen », et ne compte aucun Gilet jaune identifié,. La liste de l'Alliance jaune, qui a pour tête de liste Francis Lalanne, porte comme revendication principale l’instauration du RIC. Ces listes recueillent respectivement 0,03 % et 0,54 % des suffrages exprimés.

### Réactions des institutions et partis politiques

#### Exécutif et La République en marche
Le 16 décembre 2018, interrogé sur le RIC, le Premier ministre, Édouard Philippe, déclare : « Ce débat aussi, nous allons l'avoir. Je ne vois pas comment on peut être contre son principe. Le référendum peut être un bon instrument dans une démocratie, mais pas sur n'importe quel sujet ni dans n'importe quelles conditions. C'est un bon sujet du débat que nous allons organiser partout en France. » En janvier 2019, il se dit cette fois réticent à l'instauration du RIC et favorable au référendum d'initiative partagée.
Interrogé en janvier 2019, Emmanuel Macron reconnaît que le traité de Lisbonne faisant suite au référendum de 2005 a engendré une « frustration ». Il propose d'instaurer un « verrou » empêchant le Parlement, « avant telle période, et en tout cas pas dans les mêmes termes », de défaire ce que le peuple a décidé par référendum. Mais, citant le référendum sur l'appartenance du Royaume-Uni à l'Union européenne, il met en garde contre les aléas d'un dispositif de démocratie directe qui « peut nourrir la démagogie » et risque de « tue[r] la démocratie représentative ». Au sujet du système de démocratie directe de la Suisse, il déclare : « On est pas du tout fait pour ça. Je crois aux identités profondes des peuples. [...] Nous sommes un peuple violent, depuis des siècles et des siècles. La France n'est pas la Suisse ». Quelques jours plus tard, il se dit « prêt à avancer » sur le RIC et estime qu'il convient de « trouver les règles ». Finalement, il annonce sa décision, en avril 2019, de ne pas instaurer le RIC, qui « [lui] semble remettre en cause la démocratie participative », et de privilégier un assouplissement du référendum d'initiative partagée dans le cadre de la révision constitutionnelle en cours, notamment en abaissant le nombre de signatures à 1 million.
Des cadres et députés de La République en marche (LREM) se montrent réservés — Stanislas Guerini, délégué général, met notamment en avant le risque d'un retour de la peine de mort via le RIC — et privilégient un assouplissement du référendum d'initiative partagée dans le cadre de la révision constitutionnelle en cours,,. Exhumés pendant le débat sur le RIC, des propos tenus en juillet 2018 par Richard Ferrand au sujet des votations d'initiative populaire en Suisse, qu'il présente comme étant « très souvent le fait de quelques cliques affairistes et de quelques lobbyistes », suscitent une polémique en Suisse,.
Selon l'universitaire Guillaume Gourgues, l'exécutif a opposé à l'« imaginaire démocratique » associé au RIC, au moins depuis 2017, « un mode de gestion permettant de laisser intactes les institutions tout en s’autoproclamant « participatif » ».

#### Proposition de loi de La France insoumise
En décembre 2018, le groupe La France insoumise à l'Assemblée nationale déclare vouloir déposer une proposition de loi pour l'instauration du RIC au mois de février, lors de sa niche parlementaire. Une proposition de loi constitutionnelle est discutée en commission des lois à l’Assemblée nationale, le 13 février 2019. Elle contient les dispositions suivantes :
- possibilité de soumettre un texte législatif à référendum, dès lors qu'il est soutenu par un certain nombre d'électeurs, celui-ci ne pouvant être inférieur à 2 % du corps électoral, soit environ 900 000 personnes ;
- possibilité d'abroger une loi dans les mêmes conditions ;
- possibilité de réviser la constitution ou un traité international, tout en laissant hors du champ du RIC les droits fondamentaux ;
- possibilité de révoquer un élu par référendum, à condition que 5 % des inscrits du territoire concerné en fassent la demande et que le tiers du mandat ait été accompli ;
- possibilité de soumettre la convocation d’une assemblée constituante à référendum, à partir du moment où elle est soutenue par 5 % des électeurs[68],[69].

La proposition est rejetée en commission à l'Assemblée, par 91 voix contre 50.
Raul Magni-Berton et Clara Egger considèrent que le choix de La France insoumise (LFI) d'introduire de nouveaux articles dans la constitution, par l'ajout d'un Titre XIII bis, est la moins bonne solution : selon eux, cette proposition passant par un texte détaillé est « susceptible de faire l'objet de nombreux amendements non prévus » et de « ne pas faire l'unanimité au sein du mouvement des Gilets jaunes », voire d'être rejetée par référendum. Ils reprochent également à la proposition de ne faire « aucune référence explicite au fait que les citoyens puissent changer directement la Constitution à travers un RIC », excepté dans l'exposé des motifs qui précède la proposition de loi, au profit de la possibilité de lancer une assemblée constituante, qui est une revendication de longue date de LFI. Ils déplorent enfin que la proposition de RIC révocatoire ne soit applicable, dans cette proposition, qu'après un tiers du mandat.

#### MoDem
En avril 2019, François Bayrou, président du Mouvement démocrate (MoDem), se prononce pour la mise en place du RIC au niveau national mais pas au niveau local, option alors évoquée par les médias comme ayant les faveurs d'Emmanuel Macron.

#### Sénat
En février 2019, Gérard Larcher, président du Sénat, se dit défavorable au RIC et annonce qu'un groupe de travail de la Chambre haute propose d'abaisser le seuil du référendum d'initiative partagée à 2 millions de signatures, contre 4,7 millions aujourd'hui, et « qu'il ait deux entrées : soit par la voie parlementaire, soit par la voie des citoyens eux-mêmes ».

### Sondages
Selon le « Baromètre » du Centre de recherches politiques de Sciences Po de janvier 2018, 69 % des Français estiment que l’initiative des référendums devrait pouvoir être entre les mains des citoyens ; cependant, une majorité craint l’effet démobilisateur de référendums trop fréquents et souhaite l’établissement d’un seuil de participation en dessous duquel une proposition ne pourrait pas être considérée comme acceptée,. D’après l'édition de janvier 2019, ce niveau de soutien à l’initiative citoyenne s'élève à 72 %.
D'après un sondage Odoxa publié le 21 décembre 2018, 78 % des Français sont favorables à ce que les référendums d'initiative citoyenne soient plus facilement organisés par rapport au référendum d'initiative partagée, conformément aux revendications des Gilets jaunes. Une étude Harris Interactive publiée le 2 janvier 2019 indique que 80 % des Français sont favorables au RIC législatif, 72 % au RIC abrogatoire, 63 % au RIC révocatoire et 62 % au RIC constitutionnel. D'après ces deux derniers sondages, parmi les sympathisants des principaux partis politiques français, seuls ceux de La République en marche se montrent défavorables au RIC ou à certaines de ses modalités demandées par les Gilets jaunes,.
Une étude OpinionWay publiée le 21 janvier 2019 indique que 73 % des Français se déclarent favorables (31 % tout à fait favorables et 42 % plutôt favorables) à un RIC « qui donnerait la possibilité d'organiser un référendum à l'initiative des citoyens à partir de 700 000 signatures ». Un sondage Ifop publié le 6 février 2019 indique que 77 % des Français se disent favorables à un RIC « de proposition », permettant « de soumettre à référendum une proposition de loi ne provenant pas du Parlement » ; 72 % sont favorables à un « référendum-veto » permettant « de soumettre à référendum une loi votée par le parlement » ; et 67 % à un « référendum révocatoire » permettant « de soumettre un élu à la révocation des électeurs ».
Selon un sondage Viavoice publié le 20 mars 2019, 62 % des Français sont favorables à l'inscription dans la Constitution d'un RIC « permettant de convoquer un référendum si une pétition recueille un nombre suffisant de signatures », contre 24 % d'une opinion inverse. Pour 77 % des sondés, le RIC ne doit pas remettre en cause « la Constitution ou les libertés fondamentales ».
Selon un sondage IFOP publié en février 2022, 73 % des sondés se déclarent favorables à ce que « 700 000 citoyens puissent soumettre à référendum une révision d'un article de la Constitution » (25 % disent même y être « tout à fait favorables »), contre 27 % d'opposants. La mesure, qui correspond à un « RIC constituant », est majoritaire dans toutes les catégories de la population, mais génère davantage d'hostilités dans les couches favorisées et/ou centristes de la population : ainsi, seuls 57 % des répondants gagnant plus de 2 500 euros par mois y sont favorables, contre 79 % des membres des catégories populaires. En outre, elle est plébiscitée chez les électeurs de Jean-Luc Mélenchon (88 %), Éric Zemmour (81 %) et Marine Le Pen (77 %), nettement moins chez les partisans d'Emmanuel Macron (57 %) et Valérie Pécresse (55 %). Marianne relève qu'« au-delà de l'adhésion majoritaire des Français, l'autre enseignement du sondage est l'importance accordée par les sondés à cette question, clairement mise au second plan de l'agenda médiatique et politique depuis le déclin du mouvement des gilets jaunes ».

### Une proposition persistante dans le débat public
En novembre 2019, à la veille de l'acte 53 du mouvement, L'Express relève que « le RIC semble au premier abord toujours aussi populaire parmi les gilets jaunes » mais estime que « l'élan de l'hiver 2018 (y compris dans les médias) est quelque peu retombé. Dans les groupes Facebook liés au mouvement, le RIC ne fait plus autant débattre. Outre les messages consacrés aux violences policières, les revendications y apparaissent recentrées sur les enjeux économiques, comme au début des manifestations : réforme de l'assurance-chômage, hausse du prix du tabac, du gaz et du ticket de métro francilien... » En février 2020, l'universitaire Raul Magni-Berton estime que la revendication « fait de moins en moins la une dans le débat public » et que « le refus catégorique de cette mesure de la part de la majorité en place semble avoir découragé ses soutiens ». Plusieurs associations, telles qu'Objectif RIC et Culture RIC, visent à consulter les citoyens sur la forme que pourrait prendre le RIC. 
Une majorité de candidats à l'élection présidentielle de 2022 défendent son instauration au niveau national : Marine Le Pen pour le Rassemblement national ; Jean-Luc Mélenchon pour La France insoumise (un RIC permettant de révoquer des élus, de proposer ou d'abroger une loi, et de modifier la Constitution, soit une version similaire à celle défendue par les Gilets jaunes) ; Valérie Pécresse pour Les Républicains ; Fabien Roussel pour le Parti communiste français (un « droit de pétition » permettant à 500 000 citoyens de faire inscrire une proposition de loi à l'ordre du jour de l'Assemblée, et le déclenchement de référendums nationaux à l'initiative d'un million de citoyens sur des sujets précis : organisation des pouvoirs publics, changements constitutionnels, traités internationaux) ; Anne Hidalgo pour le Parti socialiste ; Nicolas Dupont-Aignan pour Debout la France ; et Jean Lassalle. Ce dernier s'engage sur tous ses biens, devant notaire, à organiser impérativement dans les 2 mois suivant son investiture un référendum afin de décider de l'instauration d'un RIC constituant. Le RIC figure également dans les programmes de Christiane Taubira, qui échoue à se présenter, et d'Éric Piolle lors de la primaire des écologistes (un « référendum d'initiative citoyenne délibératif »),. L'universitaire Clara Egger tente de se présenter pour le mouvement Espoir RIC 2022, créé sous l’impulsion de collectifs citoyens et de l’association Article 3, avec le référendum d’initiative citoyenne pour seul programme,. Selon Marianne, la candidature de Clara Egger, « dont les chances d'obtenir les 500 parrainages semblent maigres, se veut [...] avant tout une plateforme médiatique visant à mettre sur le devant de la scène le RIC constituant, variante maximaliste du référendum d'initiative citoyenne ». Dans l'entre-deux-tours, Marine Le Pen précise sa proposition de RIC en fixant un seuil de 500 000 signatures, avec la possibilité d’abroger une loi ou d’en proposer une nouvelle.
En mai 2023, le Conseil constitutionnel ne donne pas suite à la proposition de référendum d’initiative partagée sur la réforme des retraites. Cela conduit différents acteurs du champ politique, dont François Ruffin, à promouvoir à nouveau l'idée du RIC en matière constitutionnelle en France.

## Types de référendums revendiqués par les Gilets jaunes
Si les référendums d'origine populaire ont pour point commun la mise en œuvre d'une proposition ayant collecté les signatures d'une partie de la population, variable d'un pays à l'autre, les conditions et la nature des scrutins varient grandement. Leur validité peut ainsi être conditionnée au franchissement d'un pourcentage de participation, dit quorum, ou à celui d'une majorité qualifiée de votes, supérieure à une simple majorité absolue.
En France, les Gilets jaunes proposent que le RIC soit applicable à quatre types de procédures. Celles ci existent en tout ou partie dans une quarantaine de pays :
- le référendum législatif, qui consisterait à soumettre au peuple une proposition de loi.

Les modalités de mise en œuvre de ce type de référendum varient sensiblement d'un pays à l'autre. Ainsi, à Taïwan, les signatures de 0,01 puis 1,5 % de la population inscrite sur les listes électorales, collectées en l'espace de six mois, permettent de provoquer la mise à référendum d'une proposition de loi. Le résultat, s'il est positif, doit atteindre le quorum de 25 % des inscrits pour être légalement contraignant. À l'opposé, en Nouvelle-Zélande, les signatures de 10 % des inscrits sont nécessaires en l'espace d'un an, et le résultat n'est légalement pas contraignant.
- le référendum abrogatif, qui consisterait en la possibilité pour la population d'abroger ou d'empêcher la mise en application d'une loi votée précédemment par le Parlement ou d'un traité.

Le fait de pouvoir s'opposer à l'entrée en vigueur d'une nouvelle loi, est une possibilité existante dans plusieurs pays dont l'Italie, la Slovénie, l'Uruguay, Taïwan, la Suisse ou le Liechtenstein. Dans ces deux derniers, elle est connue sous le nom de référendum facultatif.
- le référendum révocatoire, qui consisterait à démettre un élu de son mandat.

Il n'existe que très peu de pays qui permettent à la population de déclencher cette procédure à l'échelon national : à l'échelon local, dans certains États des États-Unis ainsi que dans plusieurs pays d’Amérique latine dont notamment le Pérou, où il est devenu courant. Au niveau national, seuls l'Équateur et le Venezuela l'autorisent à l'encontre du chef de l'État via une initiative populaire seule.
Au Venezuela, une consultation ne peut se tenir qu'une fois la moitié du mandat présidentiel effectuée, nécessite les signatures de 20 % des inscrits, et n'est validée par référendum que par un nombre de suffrages pour la révocation plus élevé que celui recueilli par le président lors de son élection, à la condition de franchir également un quorum de 25 % de participation.
En Équateur, les signatures de 15 % des inscrits en six mois sont nécessaires. La majorité absolue des votants suffit, mais il ne peut être organisé au cours de la première ou de la dernière année de l'élu. Dans les deux cas, il ne peut être organisé qu'une fois par mandat.
- le référendum constitutionnel, qui consisterait à permettre au peuple de modifier la Constitution du pays. Actuellement, en France, selon l'article 89 de la Constitution, l'initiative d'une telle modification est concurremment du ressort du Président de la République, sur proposition du Premier ministre, et des membres du Parlement. Après vote du projet ou de la proposition de révision en des termes identiques par l'Assemblée nationale et le Sénat, le texte est soumis à référendum pour approbation sauf si le président de la République le soumet au Parlement réuni en Congrès auquel cas, le projet de révision est approuvé sans référendum s'il réunit la majorité des trois cinquièmes des suffrages exprimés.

L'importance d'un changement d'ordre constitutionnel fait que peu de pays en permettent une origine populaire, ou les soumettent à des conditions plus strictes. En Uruguay, la collecte des signatures de dix pour cent des inscrits permet de déclencher un tel référendum, mais celui ci n'est valide qu'à condition que le « oui » recueille la majorité absolue et au moins 35 % du total des inscrits, ce qui suppose une participation élevée. En 2004, les Uruguayens utilisent ce dispositif pour inscrire le droit à l'eau et à l'assainissement dans leur constitution,.

## Utilisation à l'étranger
En 2025, quarante et un pays permettent l'un ou plusieurs de ces types de référendums d'origine populaire au niveau national : 
- Albanie
- Arménie
- Biélorussie
- Bolivie
- Bulgarie
- Cap-Vert
- Colombie
- Costa Rica
- Croatie
- Équateur
- Géorgie
- Hongrie
- Italie
- Kenya
- Lettonie
- Liberia
- Liechtenstein
- Lituanie
- Macédoine
- Malte
- Îles Marshall
- Mexique
- États fédérés de Micronésie
- Moldavie
- Nicaragua
- Nouvelle-Zélande
- Ouganda
- Palaos
- Pérou
- Philippines
- Russie
- Saint-Marin
- Serbie
- Slovaquie
- Slovénie
- Suisse
- Taïwan
- Togo
- Ukraine
- Uruguay
- Venezuela

L'universitaire Marion Paoletti relève que la « marginalisation française » du référendum « contraste avec l’extension de la pratique au niveau local et national partout dans le monde depuis les années 1990 et l’extension des initiatives en droit, qui peuvent être de quatre types, résumés par l’acronyme CARL (constitutionnel, abrogatif, révocatoire, législatif) ». L'utilisation de ces dispositifs varient largement d'un pays à l'autre. Dans la plupart des constitutions, le recours au RIC s'accompagne de seuils de signature très élevés ou de quorums de participation qui limitent fortement son utilisation.
La plupart des Länder allemands, ainsi que 24 des États des États-Unis, en permettent également, sans qu'ils ne soient possibles au niveau fédéral,. L’initiative populaire et le référendum révocatoire (recall) se sont répandus aux États-Unis à partir des années 1890 sous l'influence du mouvement populiste. En Allemagne, les droits d'initiative existent au niveau du Land quand la législation le permet, ou au niveau des communes (Bürgerinitiative et Bürgerbegehren) ; la validation des résultats y est conditionnée à un taux d’approbation minimal. Entre 1956 et 2019, 7 986 initiatives populaires ont été lancées dans les 12 000 communes allemandes : 1 857 ont abouti soit à l’organisation d’un référendum, soit à l’acceptation de l’objet de l’initiative par les autorités locales.

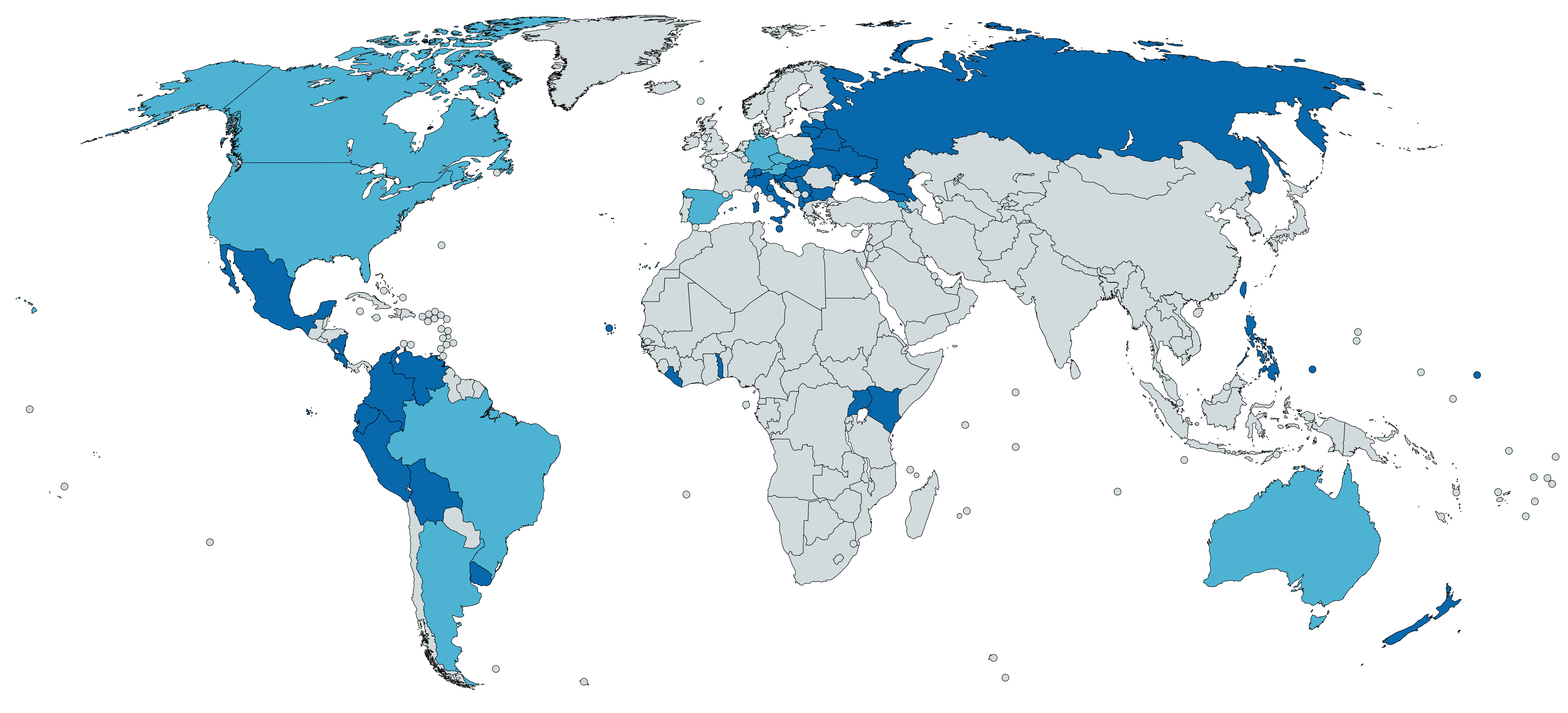
Référendums d'origine populaire en 2019 :
Possibles à l'échelon national
Possibles à l'échelon infranational uniquement

## Débat en France

### Sur l'opportunité et le champ d'application du RIC

#### Arguments favorables au RIC

##### Effets sur les politiques publiques
Dans leur ouvrage, Raul Magni-Berton et Clara Egger analysent l’ensemble des études disponibles sur les effets du RIC sur les politiques publiques. Ils montrent que le RIC (tout comme le référendum obligatoire) a pour effet de rendre les politiques plus conformes aux souhaits de la majorité des citoyens, notamment lorsque les préférences des citoyens sont très éloignées de celles des élus, et tend à réduire les dépenses publiques, notamment en empêchant les élus de récompenser leur clientèle électorale,.

##### Effets sur la vie politique
Le dispositif participe à un plus grand contrôle des élus et de la vie publique, en imposant des limites aux mandats et une plus forte représentation par l’instauration de modes de scrutin proportionnels.
Selon Christophe Premat, « la banalisation de telles procédures n’est pas sans effets sur l’engagement et la responsabilité des citoyens dans les débats publics locaux. Face aux défis adressés aux collectivités territoriales, une réforme des conditions d’utilisation du référendum local transformerait sans doute le rythme de la politique locale. Le référendum pourrait contribuer ainsi à renforcer l’association des citoyens à la prise de décision locale, alors que l’effervescence actuelle des dispositifs de participation risque de se limiter le plus souvent au débat public ».
Pour les universitaires auteurs de l'étude sur le « RIC délibératif », « la participation directe des citoyens à l’exercice du pouvoir législatif n’est plus une arme contre le « parlementarisme absolu » », dénoncé sous la Troisième République par Raymond Carré de Malberg, « mais plutôt une soupape démocratique dans le cadre d’un « présidentialisme absolu » ; elle peut venir revivifier un espace politique réduit comme peau de chagrin autour de la personne du président de la République ».
Stéphane Schott, maître de conférences en droit public, considère que l'introduction d'un droit d’initiative populaire « permettrait de renouer avec l’héritage à la fois représentatif et démocratique de 1789, que résume très bien l’article 6 de la Déclaration des droits de l’homme et du citoyen : « La loi est l’expression de la volonté générale. Tous les citoyens ont droit de concourir personnellement, ou par leurs représentants, à sa formation ».
Selon l'universitaire Marion Paoletti, le RIC « permet de faire émerger des enjeux et joue comme un outil de mobilisation pour des groupes minoritaires qui cherchent à l’être moins ».
Certaines voix, plus radicales, font du RIC « le symbole d’une politique du NON » et voient dans l'instauration de cette forme de « veto populaire » une possibilité d'entraver la marche forcée des réformes néolibérales. Il ne s'agit pas, dans cette perspective, de revitaliser le débat démocratique et la vie parlementaire, mais bien plutôt de garantir à la population une autonomie minimale vis-à-vis de la sphère politique.

##### Effets sur les citoyens
Raul Magni-Berton et Clara Egger analysent également les effets du RIC sur les citoyens. Ils expliquent ainsi que «  la majorité des études conclut que plus les citoyens ont leur mot à dire sur un enjeu, plus leurs connaissances politiques sont fortes ». Les effets sur la compétence politique  - la capacité des citoyens à voter en connaissance de cause sont aussi importants. Sur le plan de la mobilisation politique, les deux chercheurs démontrent qu’instaurer le RIC en France aurait pour effet de redynamiser le secteur associatif et permettrait sans doute aux groupes citoyens de faire jeu égal avec les lobbies économiques dans la proposition de lois. Le RIC accroîtrait également la satisfaction de citoyens à l’égard de leur système politique ainsi que leur bonheur déclaré.
Pour les politologues Raul Magni-Berton et Laurence Morel, le RIC favorise une plus grande adhésion des citoyens aux institutions et à la vie en société,. Dominique Bourg considère qu'il « redonnerait un sens à l’idée de communauté nationale » et serait « une façon de revivifier la vie politique ».
Raul Magni-Berton estime également que le RIC « favorise la compétence des électeurs qui sont ainsi encouragés à bien s’informer pour participer » et qu’« il décroît même l’influence des lobbies qui sont contraintes à rendre leur activité plus visible et soumettre leurs propositions à référendum, ce qui les empêche de faire du « lobbying de couloir ».

#### Arguments défavorables au RIC
Le juriste Jean-Marie Denquin considère que « les arguments contre le « RIC » ne diffèrent pas de ceux rituellement mobilisés contre le référendum tout court. Ils s’organisent d’abord autour de l’idée selon laquelle ces procédures contreviendraient aux exigences fondamentales de la décision politique : exigence de compétence, exigence de cohérence, exigence de modération ». Selon l'universitaire Marion Paoletti, « les critiques de milieux politiques reviennent souvent à une stricte défense de la représentation politique à travers laquelle la médiation des élu(e)s est au fondement de la démocratie. Le renouvellement des théories démocratiques depuis les années 1980 n’entame pas la méfiance à l’égard du référendum : les théories participationnistes et délibératives préfèrent valoriser des procédures susceptibles de favoriser le consensus et améliorer la qualité de la décision (par exemple à travers des mini-publics délibératifs telles les conférences de consensus) plutôt que des référendums principalement contraires à la délibération avec leur structure binaire du choix, les effets supposés de fermeture aux points de vue d’autrui, leur caractère exceptionnel ». Pour le politologue Christophe Premat, le RIC « dérange non seulement parce qu’il perturbe le jeu représentatif, mais aussi parce qu’il fait surgir des questions imprévisibles, et qui ne sont pas toujours programmées dans les agendas partisans ».
Yannick Prost, maître de conférences à Sciences Po, souligne « l'aspect manichéen du débat » que susciterait le RIC, « sans les garde-fous d'une discussion apaisée d'un salon feutré », et le fait que « le perdant ne pourra pas espérer, contrairement au jeu parlementaire, reprendre la main au lendemain de la prochaine élection législative ». Il estime également qu'« une France coupée en deux n'offre pas le meilleur gage de l'acceptation et de la pérennité d'une décision ».
Jacques de Saint Victor assimile le RIC révocatoire au mandat impératif, qui est proscrit par l'article 27 de la Constitution : « Dans ce modèle, les élus ne sont pas des représentants du peuple, mais de simples messagers. Or, si on prive le représentant de sa liberté de voter ou de penser, il ne peut pas y avoir de délibération démocratique ».
Selon l'universitaire Stéphane Schott, le « RIC toutes matières », tel que proposé par le groupe La France insoumise dans sa proposition de loi constitutionnelle du 8 janvier 2019, « renvoie à un projet révolutionnaire, au sens constitutionnel » et pourrait « conduire à un changement de régime politique, si ce n’est formellement, du moins dans les faits », au travers d'une part du RIC « révocatoire » « qui reviendrait à introduire le mandat dit « impératif » alors que la Ve République « privilégie le mandat dit « libre », et d'autre part du RIC constituant qui « permettrait de proposer l’adoption d’une nouvelle Constitution, afin de mettre un terme à la Ve République et d’établir un nouveau régime politique en France ».
Hostile au RIC, le philosophe Pierre-Henri Tavoillot estime que son instauration « reviendrait à livrer notre régime à tous les hackers de la démocratie qu’ils soient de l’extérieur ou de l’intérieur », dans un contexte où l'espace public est « déboussolé par l’irruption brutale du Web et des réseaux sociaux (…) est aujourd’hui ouvert aux quatre vents, totalement dérégulé et parfois ensauvagé (…) ». Pierre-Henri Tavoillot craint également que le référendum d'initiative citoyenne ne « risque d’aggraver l’impuissance publique en installant une campagne électorale permanente, saturant la délibération de sujets innombrables, contestant à tout propos les élus, et surtout, perdant de vue l’intérêt général ».

#### Débat sur le respect des droits fondamentaux
De nombreux détracteurs s'opposent au RIC en dénonçant un manque d’accès à l’information des citoyens ou leur tendance conservatrice, voire réactionnaire, qui se traduirait par des menaces contre les droits fondamentaux,.
Au sein du Parti communiste français et de La France insoumise, favorables au RIC, un débat porte sur la possibilité que celui-ci permette de revenir sur des libertés fondamentales et des droits constitutionnels, en particulier la peine de mort, le mariage homosexuel ou l'IVG. Certains médias soulignent qu'il serait difficile de rétablir la peine de mort, d'une part car cela impliquerait une révision de la Constitution, et d'autre part car la Commission européenne considère l'abolition comme une condition et un préalable pour rejoindre l’Union européenne et pour y demeurer,,.
Cependant, Raul Magni-Berton signale que l’Oregon a aboli la peine de mort en 1914 à travers un référendum d’initiative populaire, ainsi que la Suisse en 1938, et estime que « rien ne nous permet donc de dire que, si ce dispositif avait été présent en France, l’abolition de la peine de mort n’aurait pas eu lieu plusieurs années avant l’arrivée de Mitterrand au pouvoir ». Outre l'exemple suisse, le chercheur Dimitri Courant évoque les référendums irlandais de 2015 et de 2018, qui ont respectivement permis de légaliser le mariage homosexuel et le droit à l'avortement, « dans un pays où l'Église catholique a un poids infiniment plus important qu'en France ».
Le chercheur Julien Talpin souligne que « les résultats de décennies de recherches en science politique sur la pratique référendaire dans des contextes variés (Suisse, Californie, Italie ou Allemagne) indiquent un résultat probant : l’issue des référendums n’est en rien gravée dans la procédure. Le référendum n’est en tant que tel ni intrinsèquement progressiste ni foncièrement réactionnaire. Il constitue l’enregistrement des rapports de force qui structurent la société, médiés par des corps intermédiaires et des groupes d’intérêts qui bien souvent battent campagne ».
Pour les chercheurs Dimitri Courant,  Raul Magni-Berton et Clara Egger, les objections de cet ordre et, d'une manière générale, « les prédictions catastrophistes qui circulent sur l'instauration du RIC en France » sont du même ordre que celles observées avant l'instauration du suffrage universel ou l'élargissement des droits civiques aux femmes, ou lors de l'instauration de l'initiative populaire fédérale en Suisse au XIXe siècle,.

### Sur la façon d'instaurer le RIC
Bertrand Mathieu fait la proposition suivante pour l'instauration du RIC : « Le président de la République pourrait soumettre aux citoyens le projet d'une révision constitutionnelle consistant à assouplir les conditions de l'article 11 de la Constitution : soit en abaissant le nombre de parlementaires à l'initiative de la procédure, soit en réservant l'initiative à un certain nombre de citoyens, initiative sur laquelle les parlementaires devraient nécessairement voter et le Conseil constitutionnel se prononcer. Mais ce dernier ne pourrait alors contrôler la décision prise à l'issue du référendum ».
Selon Lauréline Fontaine, professeure de droit constitutionnel, il ne serait pas nécessaire de réviser la Constitution pour instaurer le RIC « car l’article 3 dit que la souveraineté nationale appartient au peuple qui l’exerce par ses représentants et par la voie du référendum ».
Stéphane Schott, maître de conférences en droit public, estime que « le président de la République a le pouvoir de prendre l’initiative d’une telle révision sur le fondement de l’article 89 C. Il resterait à l’Assemblée nationale et au Sénat, politiquement opposés, de s’accorder sur la reconnaissance du droit d’initiative populaire dans les matières législatives de l’article 11 C. Le président pourrait choisir de faire approuver cette révision soit par le biais d’un référendum, soit par la voie du Congrès ».
L'association Article 3 défend une introduction du RIC dans l'article 3 de la Constitution, et une modification de cinq autres articles pour les rendre conformes. Raul Magni-Berton et Clara Egger considèrent que cette proposition « fonctionne, mais elle tend à complexifier inutilement les amendements à faire ».
Raul Magni-Berton et Clara Egger proposent d’instaurer le RIC par une modification de l’article 89 de la Constitution qui porte sur les modalités de révision de celle-ci. Les auteurs proposent que 700 000 citoyens puissent être à l’origine, aux côtés du Président de la République et des parlementaires, d'un changement constitutionnel. En revanche, toute modification de la Constitution donnera automatiquement lieu à un référendum (référendum obligatoire). En introduisant le RIC constitutionnel, cette modification donne la possibilité de voter en toutes matières comme c'est le cas au niveau fédéral en Suisse, ainsi que celle de créer les autres formes de RIC (législatif, révocatoire, abrogatif). Raul Magni-Berton et Clara Egger estiment par ailleurs qu'« une modification minimale de la Constitution garantit qu'il sera bien plus facile pour la population de décider si elle y est favorable, par rapport à une proposition plus complexe ».
Face aux craintes que peut inspirer l'instauration du RIC, certains suggèrent qu'il soit d'abord appliqué au niveau local, dans une première phase d'« apprentissage »,,.
Guillaume Gourgues et Julien O'Miel, maîtres de conférences en science politique, estiment que « dans le contexte français d’affirmation du caractère technocratique et autoritaire des décisions politiques, faisant peu de place ne serait-ce qu’aux institutions parlementaires et tenant à distance du débat public les questions économiques, l’initiative populaire pourrait n’être qu’un gadget. Elle pourrait se borner à recueillir des avis citoyens sans conséquence décisionnelle et rapidement liquidés en cas de « subversion ». Afin d’apparaître comme un levier d’autogouvernement populaire, elle ne peut être dissociée d’une refonte globale des institutions et de la vie politique ».

### Sur les modalités du RIC

#### Déclenchement et objet du RIC
Le palier de 700 000 signatures, soit environ 1,5 % du corps électoral, est régulièrement évoqué,. Dans une liste de 42 revendications de Gilets jaunes largement partagée sur les réseaux sociaux, les modalités du RIC sont précisées de la sorte : « Création d’un site internet lisible et efficace, encadré par un organisme indépendant de contrôle où les gens pourront faire une proposition de loi. Si cette proposition de loi obtient 700 000 signatures alors cette proposition de loi devra être discutée, complétée, amendée par l’Assemblée nationale qui aura l’obligation (un an jour pour jour après l’obtention des 700 000 signatures), de la soumettre au vote de l’intégralité des Français »,.
Le juriste Dominique Rousseau propose de « combiner le nombre de signataires (700 000, par exemple) avec la répartition des signataires par département sur le modèle du parrainage présidentiel ». Dans une étude publiée par Terra Nova, Loïc Blondiaux, Marie-Anne Cohendet, Marine Fleury, Bastien François, Jérôme Lang, Jean-François Laslier, Thierry Pech, Quentin Sauzay et Frédéric Sawicki proposent que les signatures soient réunies en moins de six mois et centralisées sur une plateforme numérique, et suggèrent un seuil minimum à 2 % du corps électoral pour le RIC législatif, soit environ 900 000 personnes, et 4 % pour le RIC révocatoire ainsi que les « propositions portant sur des questions fiscales ou touchant au domaine des lois organiques »,. Raul Magni-Berton et Clara Egger proposent une période de récolte de deux ans pour les 700 000 signatures qui seraient liées au RIC constitutionnel ; un seuil de 450 000 signatures, soit environ 1 % de l'électorat, à recueillir pendant six mois pour un RIC abrogatif ou législatif ; et un seuil de 2 millions de signatures, à recueillir dans un délai d'un an, pour déclencher de nouvelles élections à la suite d'une pétition portant sur l'Assemblée dans son ensemble ou sur la fonction présidentielle.
Les auteurs de l'étude sur le « RIC délibératif » estiment que le RIC « doit avoir une valeur décisionnelle et affecter le droit existant », et donc « prendre la forme d’une proposition de loi, c’est-à-dire un texte qui établit, modifie, ou supprime des règles de droit existantes, qu’il s’agisse d’abroger une loi (ou certaines des dispositions d’une loi) ou qu’il s’agisse d’en proposer une nouvelle. Comme pour toute proposition de loi examinée au Parlement, il se présente sous la forme d’un « exposé des motifs » (qui indique de façon concise les raisons pour lesquelles la proposition est soumise au peuple, l’esprit dont il procède, les objectifs qu’il se fixe et les modifications qu’il apporte au droit existant) qui est suivi d’un « dispositif », sa partie proprement décisionnelle et normative, rédigé sous la forme d’un ou de plusieurs articles ».
Comme c'est déjà le cas des lois votées par le Parlement, plusieurs universitaires préconisent de soumettre au contrôle de constitutionnalité les lois votées par le peuple, voire les propositions de loi avant d'être soumises au vote, ce qui n'est pas le cas en l'état car le Conseil constitutionnel considère qu'elles sont « l’expression directe de la souveraineté nationale »,,,. Les auteurs de l'étude sur le « RIC délibératif » y ajoutent le contrôle de conventionnalité. Les universitaires Raul Magni-Berton et Clara Egger proposent que le contrôle de recevabilité (conformité du texte de la pétition au droit, puis validité des signatures) soit assuré par l'institution judiciaire, en particulier par les juridictions administratives, en renforçant leurs moyens. Ils estiment que le contrôle de recevabilité de la proposition doit se faire en amont, « pour éviter qu'une énergie faramineuse soit dépensée en vain pour récolter des centaines de milliers de signatures en cas de problème juridique », et qu'« un service juridique doit alors être mis à la disposition des citoyens qui souhaiteraient lancer une telle initiative », être « subventionné par la collectivité » et « offrir une consultation dans un délai raisonnable ».
Le politologue Olivier Rouquan propose qu'une fois le nombre de signatures suffisantes, « députés et sénateurs se saisissent du texte pour le travailler, éventuellement l'amender avant le référendum ». Stéphane Schott, maître de conférences en droit public, suggère une « procédure législative populaire » permettant soit l’adoption de nouvelles dispositions législatives (en excluant les dispositions législatives promulguées depuis moins d’un an), soit l’abrogation de dispositions antérieures législatives, s'inscrivant dans le domaine défini par le premier alinéa de l’article 11 C de la Constitution : après le franchissement du seuil de signatures fixé à 2 % du corps électoral, la proposition de loi serait soumise, pour adoption, à l’Assemblée nationale et au Sénat et soumise à référendum si elle n’est pas adoptée par le Parlement dans un délai de 6 mois, en termes identiques et sans droit d'amendement, avec la possibilité d’une votation à choix multiples en cas de rejet par le Parlement ou d'initiatives populaires concurrentes. Raul Magni-Berton et Clara Egger relèvent que la possibilité que le Parlement puisse valider la proposition, et ainsi éviter un référendum, est prévue par différents pays disposant du RIC, mais rarement mise en oeuvre.

#### Campagne référendaire
Le chercheur Julien Talpin souligne l'importance de la campagne référendaire dans la réussite du dispositif : « Selon l’intensité de celle-ci, l’équilibre des arguments pour ou contre telle ou telle proposition relayés par les médias, une campagne référendaire peut contribuer à éclairer l’opinion publique ou à l’inverse nourrir la désinformation ».
Sur le modèle de la pratique régulière de l'Oregon et des référendums organisés en Irlande sur le mariage homosexuel et sur l'accès à l'avortement, Julien Talpin, Yves Sintomer, Raul Magni-Berton et Clara Egger proposent de faire appel à des assemblées citoyennes tirées au sort afin de « définir de façon relativement impartiale la formulation de la question et les modalités de déroulement du scrutin », ou de fournir un avis sur la proposition soumise au vote qui soit envoyé à tous les citoyens avant qu’ils ne se prononcent,,. L'étude universitaire sur le « RIC délibératif » publiée par Terra Nova suggère qu’une assemblée constituée de 100 citoyens pour partie tirés au sort sur les listes électorales et sélectionnés par la méthode des quotas, et comprenant également un député par groupe parlementaire constitué à l’Assemblée nationale et au Sénat, établisse une cartographie des arguments, qui serait jointe au matériel électoral, et rédige « un rapport exposant les conséquences pratiques de chacune des deux options » soumises au référendum,. Différents groupes de Gilets jaunes proposent de faire décider les options soumises au référendum par des assemblées de citoyens tirés au sort.
Les auteurs de l'étude sur le « RIC délibératif » posent comme condition l'interdiction pour toute association à but non lucratif de « lever des fonds spécifiques pour participer à la campagne référendaire » hormis l'« association nationale destinée à soutenir le « oui » ou le « non ». Selon eux, le budget de cette association nationale doit être soumis au contrôle de la commission nationale des comptes de campagne et des financements politiques (CNCCFP), et ses dons, uniquement individuels, doivent être plafonnés à 750 euros par personne lors de la collecte des signatures, et à 30 euros une fois la campagne lancée. L'association nationale bénéficie également d'« une somme forfaitaire, à déterminer par la loi, ne devant pas excéder 150 000 euros ».
Les auteurs de l'étude sur le « RIC délibératif » proposent qu'« un temps d’antenne sur les chaînes publiques [soit] réservé à parité pour le « oui » et le « non », une fois la campagne référendaire ouverte ». Raul Magni-Berton et Clara Egger préconisent que « les porteurs de la pétition, représentés au moins par l'un d'eux, disposent d'un temps légal minimum d'exposition dans les médias ». Julien Talpin suggère également de « faire précéder les référendums de grands débats publics, jours fériés où les citoyens seraient amenés à participer à des discussions portant sur les questions à trancher ».
Daniel Arnaud, docteur en philosophie politique, estime qu'« une durée d'au moins un an devrait être prescrite entre la validation d'une question posée au moyen du RIC et sa soumission effective au vote des électeurs. Cela afin de prévenir les décisions hâtives en fonction de l'actualité immédiate ».
Étienne Chouard propose de rendre obligatoire une période de débat national allant de six mois à deux ans avant tout référendum, afin de permettre un bon éclairage de l'opinion publique et d'assister à la mise en scène des conflits de toutes les opinions existantes. Celle-ci débuterait entre la mise en vigueur de l'initiative portée par les signatures et le jour du vote. Ces débats auraient lieu dans des salles mises à la disposition des citoyens par les communes ainsi que sur une télévision du référendum.

#### Vote
Pour les universitaires auteurs de l'étude sur le « RIC délibératif », « la validation du résultat suppose une majorité absolue de "oui" sur l’ensemble des suffrages exprimés et un quorum de participation supérieur à 50 % des inscrits » pour un RIC législatif, ainsi qu'un quorum de « plus de 50 % des inscrits » pour un RIC abrogatoire ou un RIC portant sur une question fiscale.
Raul Magni-Berton et Clara Egger jugent « souhaitable que les référendums aient idéalement lieu pendant une élection. D'une part, parce qu'organiser un référendum coûte cher. Ainsi, prévoir d'organiser plusieurs référendums en même temps que des élections permettrait de réaliser une économie d'échelle. D'autre part, cela permettrait de diminuer des coûts et inconforts pour les électeurs, qui éviteraient de se déplacer au bureau de vote trop souvent ».

#### Suites du vote
Concernant le RIC abrogatoire, Daniel Arnaud considère que « de manière à éviter l'entretien d'un conflit des légitimités préjudiciable entre le corps électoral et le Parlement, il faudrait interdire d'annuler une loi votée par ce dernier avant un délai d'au moins 5 ans. Avec, bien sûr, une réciprocité : l'Assemblée nationale n'aurait pas pu, selon un tel dispositif, revenir en 2008 sur le "non" au référendum de 2005 concernant le traité constitutionnel européen (TCE), invalidation controversée à juste titre et en partie à l'origine de la défiance actuelle envers le politique... »
Stéphane Schott préconise qu'« aucune nouvelle proposition de loi portant sur le même sujet ne peut être présentée avant l’expiration d’un délai de deux ans suivant la date du référendum ».

## Référendum local
Depuis janvier 2005, il est possible d'organiser des consultations en application de la Loi n° 2004-809 du Code général des collectivités territoriales (CGCT), datée du 13 août 2004. Ce dispositif prévoit que dans une commune, un dixième des électeurs inscrits sur les listes électorales peuvent demander que soit inscrite à l’ordre du jour de l’assemblée de la collectivité, l’organisation d’une consultation sur toute affaire relevant du champ de compétence de cette assemblée. Pour les autres collectivités territoriales, comme le conseil régional par exemple, il faut 5% des électeurs. En 2024, Yvan Bachaud et le collectif Espoir RIC, proposent que sur le site web de chaque région, de chaque commune, il y ait une page qui explique cette loi, même si l'assemblée délibérante n'est pas obligée de l'organiser.

## Débat en Belgique
Outre les écueils politiques, l’hypothèse de l’instauration du RIC se heurte à des difficultés juridiques en Belgique. Certains constitutionnalistes, majoritaires, considèrent que le RIC au niveau des entités fédérées et sur plan fédéral est inconstitutionnel car la Constitution réserve uniquement au roi, au Sénat et à la Chambre le pouvoir d'adopter des normes législatives et seulement à l'une de ces entités le droit d'initiative en la matière. D'autres constitutionnalistes estiment quant à eux qu'il est possible d'organiser des référendums en Belgique qui entre dans ce cadre constitutionnel pour autant que l'initiative émane du législateur et qu'il ne soit pas totalement lié par le choix du peuple. Un référendum sur une question générale et qui laisserait au législateur le soin de proposer une loi pour mettre en œuvre la solution retenue par le peuple serait, selon eux, constitutionnellement admissible. D’après Lucien Rigaux, constitutionnaliste à l'ULB, « autant dire que cette solution est ingénieuse, mais qu’elle aurait pour effet de réduire considérablement le caractère contraignant du référendum afin de préserver le caractère représentatif de notre démocratie que notre Constitution a placé sur un piédestal ».
En 2019, le PS, Ecolo et le PTB se prononcent en faveur d'une révision de la Constitution pour qu'il soit possible d'organiser des référendums d'initiative citoyenne.
Il faut noter que le paysage institutionnel belge présente des particularités qui compliquent la mise en place du RIC. En effet, la consultation royale organisée en 1951 a démontré des divergences d'opinions importantes entre les francophones et les néerlandophones du pays. Au-delà de ces divergences, une question plus fondamentale sur la notion de démocratie se pose avec plus d’acuité en Belgique. En effet, la démocratie ne se réduit pas en l'expression du plus grand nombre. Elle est également composée de « balises » pour protéger les droits des minorités. Or, en Belgique, la minorité flamande à Bruxelles et la minorité francophone en Belgique bénéficient de droits acquis aux termes de compromis fragiles obtenus à partir de négociations politiques longues et compliqués. Cet obstacle n'empêcherait cependant pas la mise en place du RIC puisque sa mise en œuvre constitutionnelle peut prévoir des matières qui ne feront pas l'objet de ce type de référendum.